# Cohicaleyrodes obscura
Cohicaleyrodes obscura là một loài côn trùng cánh nửa trong họ Aleyrodidae, phân họ Aleyrodinae.
Cohicaleyrodes obscura được Bink-Moenen miêu tả khoa học đầu tiên năm 1983.